# Sjörövar-Fabbe
Sjörövar-Fabbe (deutsch: Seeräuber-Opa Fabian) ist ein schwedisches Kinderlied im Shanty-Stil, das 1969 von Georg Riedel und Astrid Lindgren für den Film Pippi in Taka-Tuka-Land (Pippi Långstrump på de sju haven) geschrieben wurde. Der Text handelt von Pippi Langstrumpfs Urgroßvater Fabian „Fabbe“ Langstrumpf, der ein gefürchteter Piratenkapitän auf allen sieben Weltmeeren war, aber bei jedem Sturm seekrank wurde. Die letzte Zeile des Refrains „Tjohej hadelittan lej“ ist eine Nonsens-Phrase. Während sie in der schwedischen Version in jeder Strophe gleich bleibt, gibt es bei der deutschen Übersetzung in jedem Refrain eine neue Abwandlung, um mit der 2. Zeile einen Reim im Stile eines Kreuzreimes zu erzeugen:
- Strophe 1: Teuer-hadde-littaniack
- Strophe 2: Teuer-hadde-littandelt
- Strophe 3: Teuer-hatte-littander
- Strophe 4: Teuer-hatte-littandu
- Strophe 5: Teuer-hatte-littandaus

Das Lied wurde ursprünglich von der Pippi-Langstrumpf-Darstellerin Inger Nilsson auf dem Soundtrack Pippi Långstrump på de sju haven interpretiert, der 1970 veröffentlicht wurde. 1975 kam es als B-Seite auf die Single Här kommer Pippi Långstrump.

## Coverversionen
2001 wurde es als Crossover-Version mit der Melodie von Dios Holy Diver von der schwedischen Metalband Black Ingvars gecovert. Weitere schwedische Versionen stammen von Plura Jonsson aus dem Jahr 1999 sowie von Siw Malmkvist und ihrer Tochter Tove aus dem Jahr 2003. Johanna Grüssner und Mika Pohjola nahmen 2006 eine finnische Jazzversion des Liedes auf. Eine norwegische Version mit einem Text von Marit Trulsrud stammt von Anita Hegerland aus dem Jahr 1970. Eva Mattes, die deutsche Synchronsprecherin von Inger Nilsson, sang das Lied unter dem Titel Seeräuber-Opa Fabian mit einem deutschen Text von Helmut Harun. 2012 wurde diese Version von der deutschen Popsängerin Lena Meyer-Landrut für das Kompilationsalbum Giraffenaffen gecovert.